# Joventut (Janáček)
Joventut, JW VII/10 (en txec Mládí), és una suite per un sextet de vent compost per Leoš Janáček i estrenat el 21 d'octubre de 1924 al Besední dům de Brno, interpretada pels professors del Conservatori de Brno.
El sextet està compost per a una flauta, un oboè, un clarinet, un clarinet baix, un fagot i una trompa.

## Història
Mládí va ser composta el 1924, en els últims anys creativament prolífics del compositor, quan Txecoslovàquia acabava d'aconseguir la independència i la relació amb Kamila Stösslová li aportava inspiració. Aquesta obra segueix la tècnica de Janáček de crear frases musicals inspirades en la prosòdia de la parla, amb l'oboè representant el motiu recurrent "Mládí, zlaté mládí!" ("Juventut, daurada joventut!").
El primer impuls per compondre un sextet de vent-fusta va venir al cap de Janáček durant la seva visita al festival de la Societat Internacional de Música Contemporània a Salzburg l'agost de 1923. Aquí es va interpretar el Divertimento per a Quintet de vent i piano d'⁣Albert Roussel, i és possible que aquesta composició motivés l'interès de Janáček per crear una obra semblant. Un altre impuls important va arribar a Janáček amb una peça curta anomenada Marxa de les cotxes blaves per a flautí, campanes i tamborí (o piano). Va ser escrit el maig de 1924 com una reminiscència de la joventut de Janáček a l'⁣Antic Monestir de Brno i un homenatge als seus anys com a corista. Segurament ja havia decidit escriure una obra més extensa. La composició va ser creada durant l'estada de tres setmanes de Janáček a Hukvaldy el juliol de 1924. La va començar el 24 de juliol segons la carta a Kamila Stösslová i devia estar acabada el 10 d'agost, perquè va donar la partitura al copista Václav Sedláček. A principis de la tardor de 1924, durant els assajos, Janáček va fer una sèrie de canvis a la partitura.
L'estrena va tenir lloc el 21 d'octubre de 1924 a Casa Beseda de Brno. Els intèrprets van ser els professors del Conservatori de Brno Josef Bok (flauta i flautí), Matěj Wagner (oboè), Stanislav Krtička (clarinet), František Janský (trompa) i els membres de l'⁣Orquestra del Teatre Nacional de Brno František Bříza (fagot) i Karel Pavelka (clarinet baix). Malauradament, l'actuació no va tenir gaire èxit. Finalment, l'oboista va aconseguir reparar un defecte del seu instrument, però el clarinetista, a causa d'una molla de clau trencada, només va fer veure que tocava. Janáček va quedar molt enfadat. No obstant això, l'obra va ser representada a Praga el 25 de novembre de 1924, aquesta vegada amb membres de la Filharmònica Txeca, i l'actuació va ser rebuda amb gran èxit. Una partitura de butxaca, amb un arranjament per a piano de Břetislav Bakala van ser publicats el gener de 1925 per Hudební matice.
Joventut va ser guardonat el 1925 amb el Premi de l'⁣Acadèmia Txeca de Ciències.

## Estructura
La composició consta de quatre moviments que duren uns 16 minuts:
1. Allegro
2. Andante sostenuto
3. Vivace
4. Allegro animato

Una part considerable de la música de cambra de Janáček es va crear en els seus darrers anys i es considera com una conseqüència del seu "estat d'ànim juvenil". L'obra és un exemple de l'ús virtuós d'un conjunt instrumental de vent fusta, però no només va ser una "tasca tècnica" per a Janáček. També conté idees musicals interessants, característiques de l'estil posterior del compositor.
Janáček va utilitzar el tema principal de la Marxa de les cotxes blaves en el tercer moviment.